# Registervård
Med registervård avses aktiviteter för att underhålla information i ett dataregister, exempelvis artikelinformation i ett artikelregister.